# 3-пудова бомбова гармата
3-пудова бомбова гармата (рос. 3-пудовая бомбовая пушка) — важка гладкоствольна гармата берегової артилерії Російської імперії прийнята на озброєння у 1838 році. Перша у Росії спеціальна спроєктована берегова гармата. Існувала у трьох варіантах — зразків 1838, 1849 і 1863 років. Застосовувалась під час оборони Севастополя у 1854—1855 роках. Після появи нарізних гармат зразка 1867 року, 3-пудові гармати почали знімати з озброєння як застаріли.

## Історія
1822 року французький генерал Пексан запропонував застосовувати у морській артилерії короткоствольні гармати великого калібру, які б стріляли розривними снарядами (бомбами). Такі бомби мали б велику руйнівну силу при ураженні дерев'яних кораблів того часу. Гармати Пексана отримали назву бомбових або бомбічних. 
У 1833 році Військове відомство Російської імперії провело випробування 2- та 3-пудових мідних (бронзових) гармат, обравши в підсумку 3-пудові гармати в якості берегових. 1834 року у Кронштадті випробувальний обстріл старого лінійного корабля доказав велику руйнівну силу цих гармат — отримавши важкі пошкодження корабель загорівся й затонув. Позаяк бронзові гармати були дуже дорогі у виробництві (близько 4500 рублів), у серійному (валовому) виробництві, яке почалося у 1838 році, 3-пудові гармати відливались з чавуна. 
1849 року гармата була модернізована — ствол подовжили на два калібри, циліндричну зарядну камору з уступом, яка була незручна для заряджання, замінили на конічну без уступу, змінили зовнішні форми гармати та внесли інші невеличкі зміни. Варіант отримав назву «3-пудова гармата зразка 1849 року». 
Нова модернізація відбулася у 1863 році, при цьому гармата позбавилась камори, отримавши натомість напівсферичне дно каналу ствола, також змінилась конфігурація каналу. Цей варіант отримав назву «3-пудова бомбова гармата зразка 1863 року», через те, що офіційний циркуляр з описом гармати вийшов у 1864, також інколи «зразка 1864 року».
Впевнившись у великій потужності 3-пудових гармат, Військове відомство вирішило озброїти ними берегові батареї Севастополя, Кронштадту, Ревеля, Свеаборга та інших приморських фортець. На практиці це відбувалось не дуже швидко — в жовтні 1854, коли англо-французький флот вперше бомбардував Севастополь, із 610 берегових гармат (за іншими даними таких гармат було 448) міста лише 28 були 3-пудовими бомбовими, із них тільки 4 (по дві гармати на Олександрівській батареї та на батареї № 10) розмішувались на зовнішніх батареях та вступили у бій з ворожими кораблями. У Кронштадті станом на 26 лютого 1856 року з загальної кількості 1484 гармат, 87 складали 3-пудові бомбові.

## Опис
Чавунна гладкоствольна дульнозарядна гармата. Початково встановлювалась на дерев'яні лафети, які своєю чергою встановлювались на дерев'яні нахилені платформи. Позаяк гармати мали велику віддачу, яка швидко руйнувала лафети, згодом була розроблена низка залізних лафетів — Комітетського креслення (1862), Андреєва (1863), Шанца (1866), Горлова. Також на ці лафети встановлювали 60-фунтові гармати.

## Фізичні дані
|                                       | зразка 1838 р. | зразка 1849 р. | зразка 1863 р. |
| ------------------------------------- | -------------- | -------------- | -------------- |
| Калібр, дм/мм                         | 10,75/273,1    | 10,75/273,1    | 10,75/273,1    |
| Довжина без винграда і торелі, мм/клб | 2726/10        | 3366/12,3      | 3272/12        |
| Повна довжина, мм                     | 2972           | 3645           | 3805           |
| Довжина каналу без камори, мм/клб     | 2107/7,7       | 2731/10        | 3208/11,7      |
| Довжина камори зі скатом, мм          | 456,4          | 477,5          | немає          |
| Вага, кг                              | 5078           | 6305           | 6323           |

## Зображення

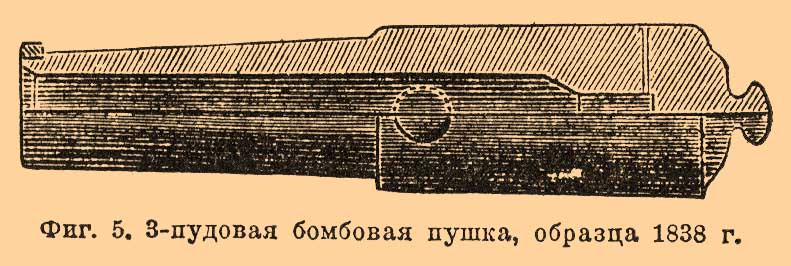
Ствол гармати зразка 1838 р.
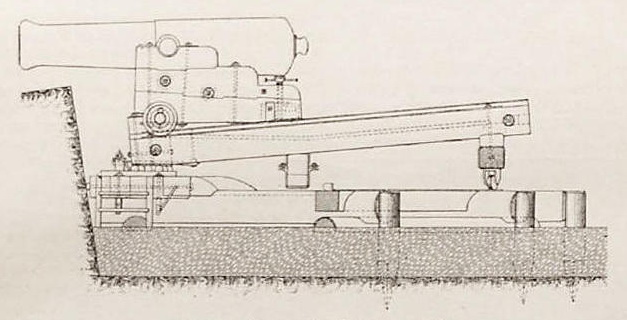
Гармата зразка 1849 р. на дерев'яному лафеті
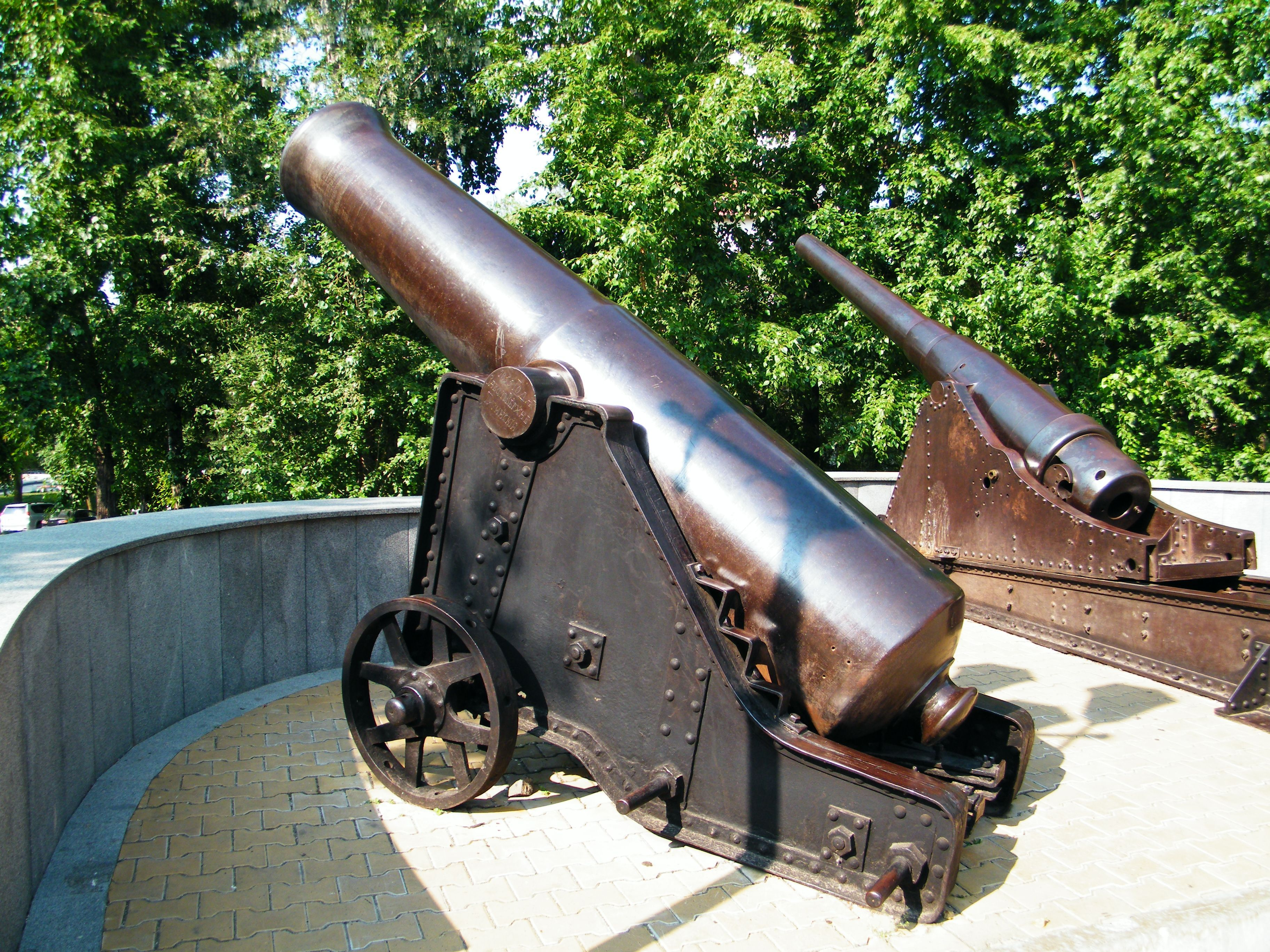
Гармата зразка 1849 р. на лафеті Андреєва
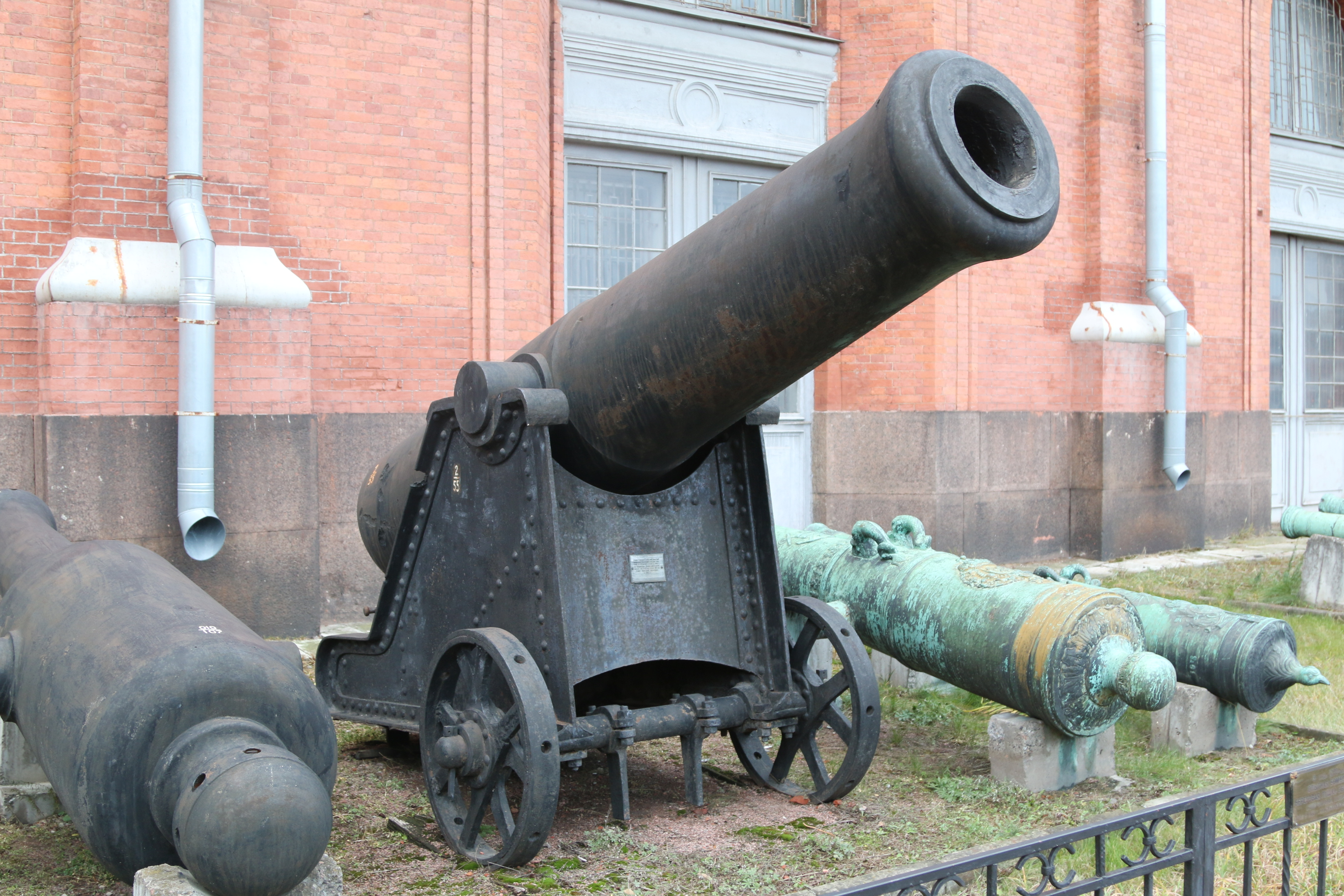
Дослідна гармата зразка 1849 р. на лафеті Комітетського креслення